# Aristolochia morae
Aristolochia morae là một loài thực vật có hoa trong họ Aristolochiaceae. Loài này được F.González mô tả khoa học đầu tiên năm 1993.